# Torhyttan
Torhyttan är en gammal hyttby med medeltida ursprung i Kvistbro socken i Lekebergs kommun i Örebro län. Torhyttan nämns första gången i en längd från 1554 över hyttor som var skyldiga att betala bergsskatter. Rester av hyttan finns inte kvar i dag annat än slagg som bildades som biprodukt i järnframställningen.
Numera är Torhyttan ett sommarstugeområde.

## Händelser
22 Juli 1843
Torhyttan står i centrum för det som brukar kallas Religionskriget i Kvistro. Roparrörelsen med Adam Smedberg i spetsen ordnar möte vid "roparstenen" på udden. Han har tidigare under Juli månad anordnat ett flertal möten i Mullhyttan och Kvistbro socken inför hundratals och ibland tusentals åskådare. Men jakten på Adam Smedberg och hans följe är sedan tidigare inledd och ett 20-tal drängar bestämmer sig för att försöka gripa Adam. Adam flyr i en båt över Multen och skott avlossas mot dem, men han lyckas fly. Adam greps sedan den 28 Juli i Bällsås och förs därefer i fängsel till Örebro slott.

## Konst
Harry Thomander hade under sin levnad en sommarstuga i Torhyttan. Där byggde han en ateljé där han kunde utveckla sin konst. Ett pris till Hjalmar Bergmans minne 1968 gav Thomander en grundplåt till bygget. Han återkom sedermera allt oftare till sjön och målade bland annat sitt verk Majbrasa vid Torhyttan i början av 1980-talet.